# Nobunaga no Shinobi
Nobunaga no Shinobi (信長の忍び lit. El shinobi de Nobunaga?) es una serie de manga yonkoma escrita e ilustrada por Naoki Shigeno. De este han surgido cuatro spin-offs y una serie de anime.

## Argumento
Chidori es una niña ninja del período Sengoku que es salvada por Oda Nobunaga de ahogarse. Desde ese entonces, Chidori sueña con servirle. Un día, ella y su amigo Sukezou son convocados por el mismo Nobunaga para trabajar para él.

## Personajes
- Chidori (千鳥?)
- Oda Nobunaga (織田信長?)
- Sukezou (助蔵?)
- Kichou (帰蝶?)
- Kinoshita Hideyoshi (木下秀吉?)
- Oichi no kata (お市の方?)
- Honganji Kennyo (本願寺顕如?)
- Mochizuki Chiyome (望月千代女?)
- Ashikaga Yoshiaki (足利義昭?)
- Hachisuka Koroku (蜂須賀小六?)
- Akechi Mitsuhide (明智光秀?)
- Matsudaira Motoyasu (松平元康?)

## Media

### Manga
Es publicado en la revista Young Animal de la editorial Hakusensha desde el 13 de junio de 2008. Aún sigue en publicación. La obra ha sido recopilada, por el momento, en 12 tomos tankōbon.

#### Spin-off
El manga original posee cuatro spin-offs también escritos por Naoki Shigeno, que aún siguen publicándose:
- Nobunaga no Shinobi: Owari Tōitsu-ki ({{{2}}}?)
- Gunshi Kuroda Kanbee Den ({{{2}}}?)
- Masamune-sama to Kagetsuna-kun ({{{2}}}?)
- Sanada Tamashii (真田魂?): Relata la historia del clan Sanada durante el período Sengoku, desde el año 1541. Se remarcan sus esfuerzos por preservar su territorio y su relación con otros clanes, como el clan Takeda.[3]

### Nobunaga no Shinobi Episode 0
Nobunaga no Shinobi Episode 0 (信長の忍び 第0話?) es un especial de TV lanzado el 25 de marzo de 2016. Es un episodio de 4 minutos en donde se relata el primer encuentro entre Chidori y Nobunaga, en el cual él la rescata y evita que se ahogue.

### Anime

#### Primera temporada
Una serie de anime ha sido adaptada por el estudio TMS Entertainment, con episodios de 4 minutos de duración. Constó de 26 episodios. Comenzó a ser transmitido durante la temporada del otoño japonés de 2016. Los temas de apertura fueron Adazakura (徒桜), interpretado por Renka, y MONTAGE, por Valshe.

#### Segunda temporada:Ise, Kanegasaki-hen
La segunda temporada comenzó el 5 de abril de 2017. El personal y el reparto fue el mismo que el de la primera temporada, agregándose actores para nuevos personajes. Los temas de apertura fueron Shirayuki (White Snow), por Renka, y Hana no Kage (花の影), por Lily's Blow.

#### Tercera temporada:Anegawa Ishiyama-hen
La tercera temporada comenzará en abril de 2018, manteniendo el reparto original.